# Lophozosterops squamiceps
El anteojitos cabecirrayado (Lophozosterops squamiceps) es una especie de ave paseriforme de la familia Zosteropidae natural de Célebes (Indonesia).

## Distribución geográfica yhábitat
Es endémica de Célebes. Sus hábitats naturales son los bosques montanos húmedos tropicales o subtropicales.

## Subespecies
Se reconocen las siguientes:
- L. s. heinrichi (Stresemann, 1931) - noroeste de Célebes
- L. s. striaticeps Riley, 1918 - norte-centro de Célebes
- L. s. stresemanni (van Marle, 1940) - noreste de Célebes
- L. s. stachyrinus (Stresemann, 1932) - sur-centro de Célebes
- L. s. squamiceps (Hartert, 1896) - sur de Célebes
- L. s. analogus (Stresemann, 1932) - sudeste de Célebes